# Friedhof der Heimatlosen (Westerland)

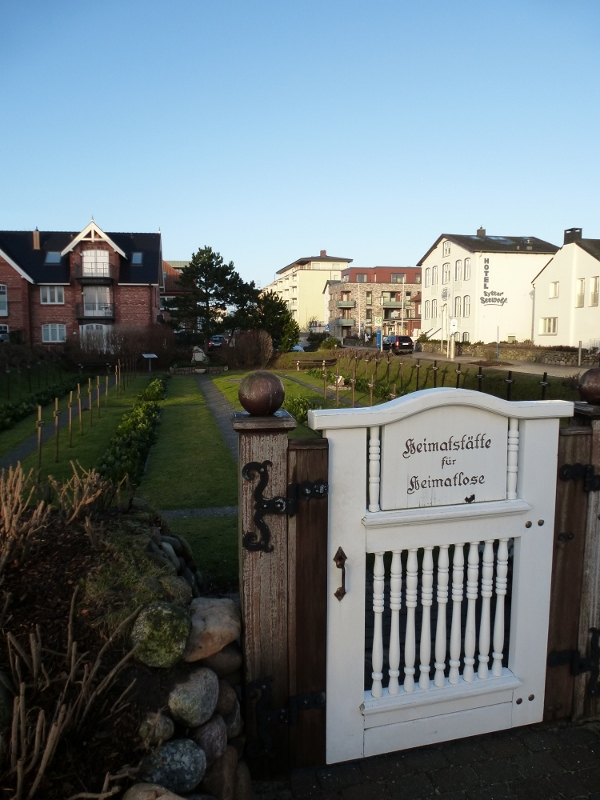
Friedhof der Heimatlosen in Westerland

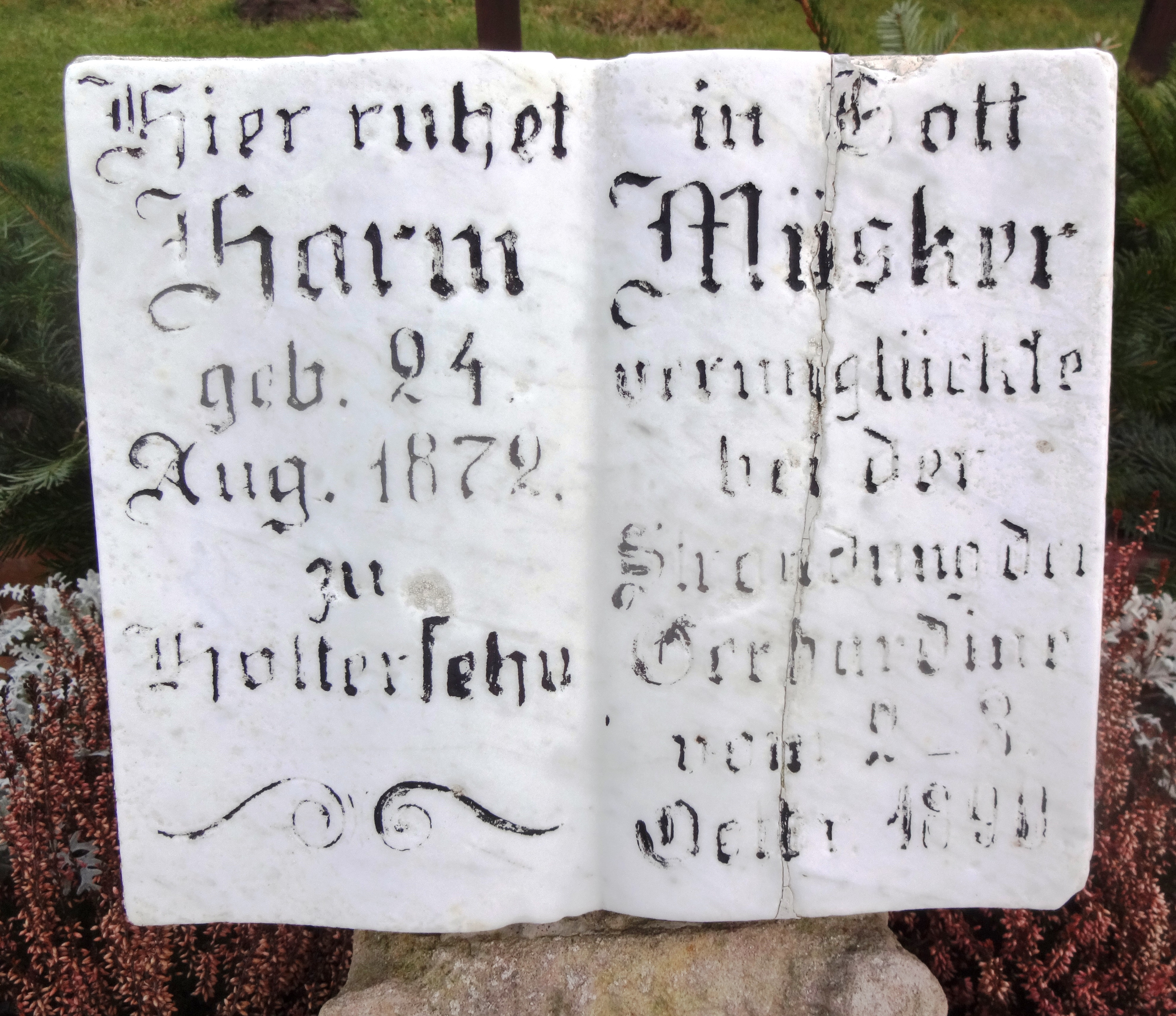
Gedenkstein für Harm Müsker auf dem Friedhof der Heimatlosen, Westerland

Der Friedhof der Heimatlosen in Westerland auf Sylt, auch als „Heimatstätte für Heimatlose“ bezeichnet, wurde 1854 vom Strandvogt Wulf Hansen Decker angelegt. Bis zu diesem Zeitpunkt wurden an den Strand gespülte unbekannte Leichen einfach sich selbst überlassen. Meist handelte es sich um über Bord gegangene und ertrunkene Seeleute. Ein Chronist zählte für den Zeitraum von 1600 bis 1870 418 Tote an Sylts Stränden.

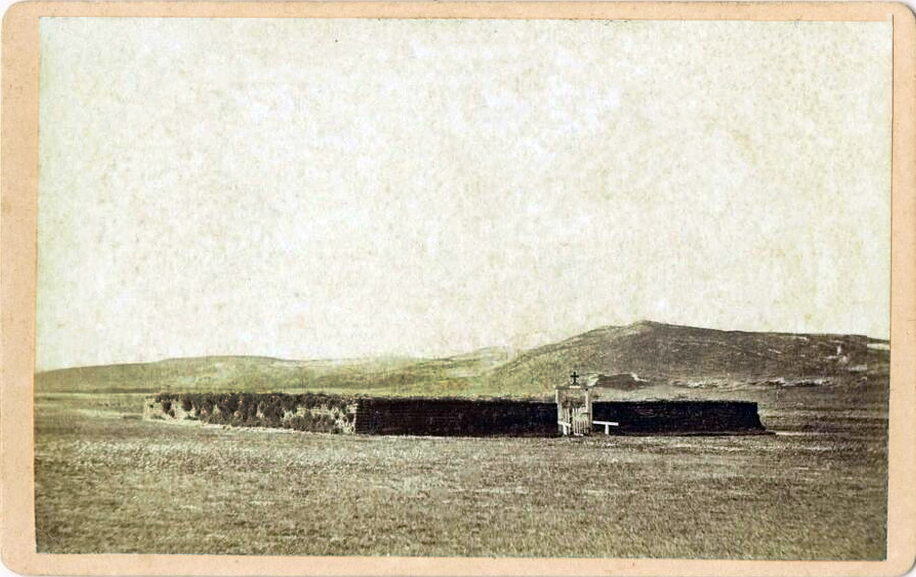
Historische Ansicht des Friedhofs der Heimatlosen, ca. 1880

## Geschichte
Am 3. Oktober 1855 erfolgte auf dem neu angelegten Friedhof die erste Bestattung. Dabei handelte es sich um einen am Tag zuvor am Westerländer Strand angespülten Seemann.
Am 2. November 1905 erfolgte die letzte Beisetzung. In der Zeit des Bestehens wurden 23 unbekannte Seetote vom Westerländer Strand und jeweils 15 unbekannte Seetote vom Rantumer und Hörnumer Strand auf dem Friedhof der Heimatlosen beigesetzt. Für jeden der 53 Toten wurde ein schlichtes Holzkreuz errichtet, auf dem der Zeitpunkt der Beerdigung sowie der Name des Fundortes vermerkt wurde.
Nur einmal gelang es einen 1890 auf dem Friedhof beigesetzten Toten nachträglich zu identifizieren. Es handelte sich um den Matrosen Harm Müsker aus Holterfehn. Er ertrank im Alter von 18 Jahren, als die „Gerhardine“ im Oktober 1890 strandete. Heute erinnert eine Gedenktafel an ihn.

## Schließung und Gedenkstätte
Der Friedhof wurde 1907 geschlossen. Später wurden unbekannte tot aufgefundene Seeleute auf dem Neuen Friedhof in Westerland, bzw. Opfer der Nordstrandabschnitte auf den Friedhöfen von List oder Keitum bestattet.
Der Friedhof der Heimatlosen ist aber als Gedenkstätte erhalten geblieben. Ursprünglich befand sich die Anlage in der Heidelandschaft südlich des Ortes Westerland. Durch die spätere Ausdehnung der Stadt liegt der Friedhof heute im Stadtgebiet an der Ecke Elisabethstraße und Käpt'n-Christiansen-Straße.

## Gedenken

### Gedenkstein der rumänischen Königin

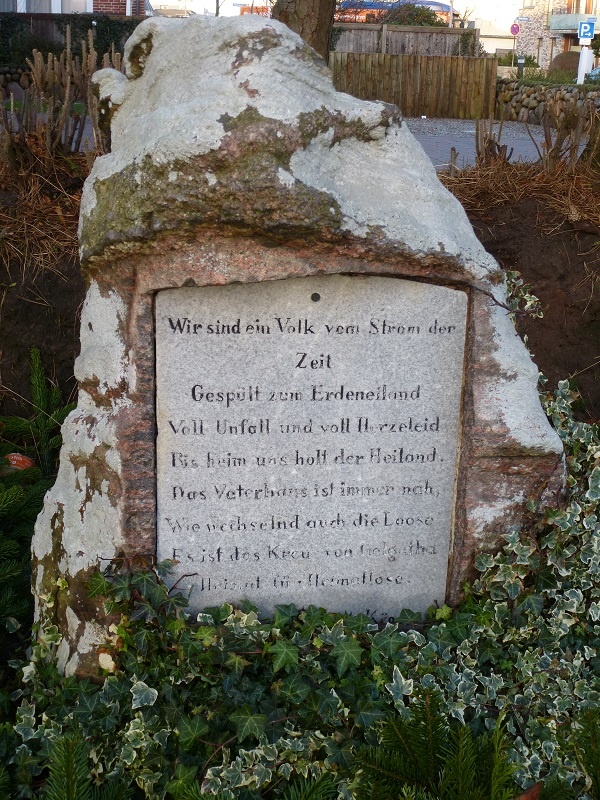
Gedenkstein, gestiftet von der rumänischen Königin

Im Sommer 1888 verbrachte Elisabeth zu Wied, Königin von Rumänien, ihren Urlaub in Westerland. Auf dem Weg von ihrer Unterkunft, dem Gartenhaus der Villa Roth (dem heutigen Hotel Roth in der Westerländer Strandstraße), zum Strand, dem damaligen "Damenbad" an der heutigen Käptn-Christiansen-Straße, kam sie regelmäßig am Friedhof der Heimatlosen vorbei. Dieser Weg wurde noch im Jahr ihres Aufenthalts zu ihren Ehren Elisabethstraße genannt. Bei ihrer Abreise stiftete sie Geld für einen Gedenkstein für den Friedhof.
Der Gedenkstein enthält eine Texttafel mit der letzten Strophe des Gedichtes „Heimat für Heimatlose“ des evangelischen Theologen Rudolf Kögel aus Berlin:
Wir sind ein Volk vom Strom der Zeit.

Gespült zum Erdeneiland,

voll Unfall und voll Herzeleid

bis heim uns holt der Heiland.

Das Vaterhaus ist immer nah,

wie wechselnd auch die Loose.

Es ist das Kreuz von Golgatha,

Heimat für Heimatlose

### Besucher

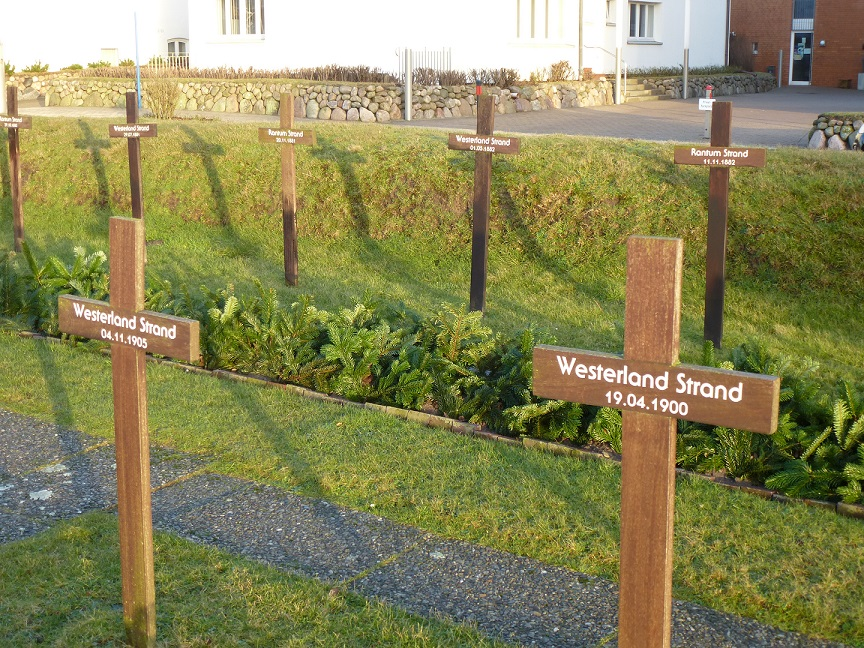
Holzkreuze auf dem Friedhof der Heimatlosen (Westerland)

Im Laufe der Zeit wurden die Beisetzungen ein Erlebnis für die Inselbewohner, aber vor allem auch für die Touristen. So schrieb ein Gast im Jahre 1900 in sein Tagebuch: „Heute Nachmittag wurde eine Leiche auf einem rasselnden Bauernwagen an den Friedhof geschafft, wo sich ein paar Hundert neugierige Menschen versammelt hatten. Herren in Strandschuhen, weißen Anzügen und bunten Mützen. Damen in Tenniskostümen, hellen Hüten und roten Sonnenschirmen. Darüber ein jubelnder Sommertag mit strahlendem Himmel. Wer es aus der Ferne sah, hätte meinen können, dass es sich um irgendein Fest im Freien handle“.